# Edvin Almgren
Anders Edvin Almgren född 3 april 1884 på Norrby Österby Bruks Hemmansägor i Morkarla socken, död 16 september 1969 i Lidingö, var en svensk konservator, kyrkorestauratör och konstnär.
Han var son till målarmästaren Anders Almgren och Charlotta Janson. Almgren utbildades av sin far till målare och kom som 18-åring till Stockholm där han studerade vid Tekniska skolan. Där studerade han frihandsteckning och dekorationsmåleri för Edvard Bergh. Tillsammans med Berg konserverade och dekorationsmålade han i Hille kyrka, Avesta kyrka, Strängnäs kyrka, Ytterselö kyrka och Gammelstads kyrka. Hans första självständiga arbete som konservator blev Rasbokils kyrka. Han tilldelades 1910 ett stipendium från Kommerskollegiet som gav honom möjlighet att studera vid Kunstgewerbeschule och Münchens konstakademie. Han var därefter under 12 års tid verksam som konservator i Tyskland, Österrike och Ungern. Vid sidan av sitt arbete som konservator målade han stafflikonst, ofta med bibliska motiv men även stilleben, landskap och porträtt.